# Tiédos
Pour les articles homonymes, voir Ceddo.

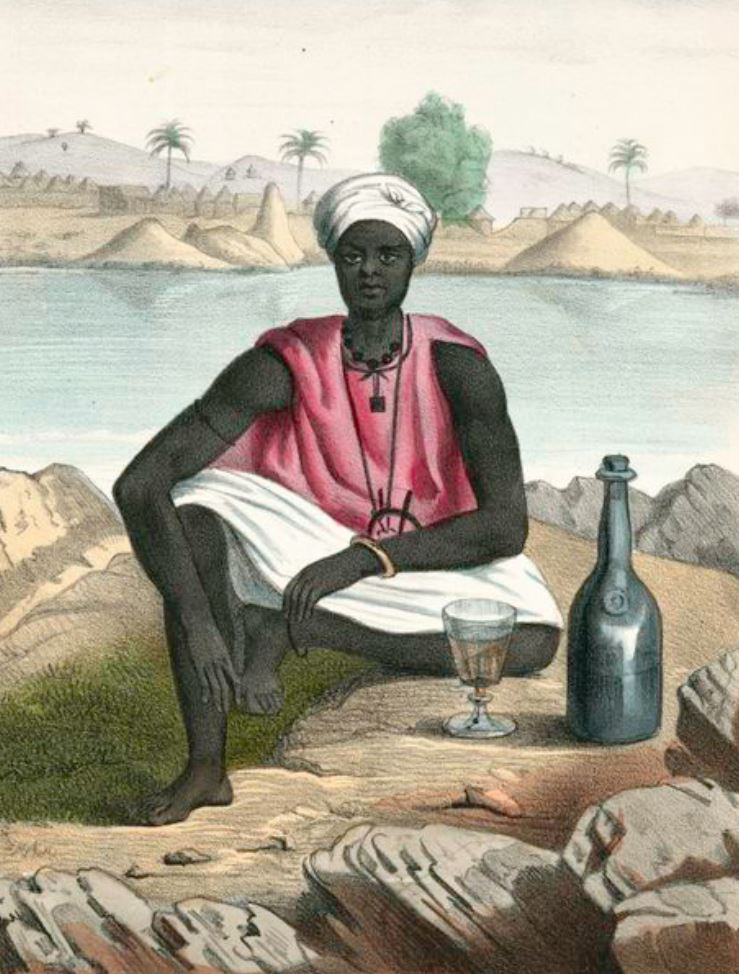
Planche de propagande appelée « Thiédo », réalisée par l'abbé Boilat et faisant partie dEsquisses sénégalaises (1853). Dans cette illustration de propagande chrétienne, le soldat Thiédo y est accompagné d'une bouteille d'alcool et d'un verre à pied afin de le représenter comme un alcoolique.

Le tiédo (ou cedo, ceddo, thiédo, tieddo, tiedo, tyedo ; le pluriel de ceddo est sebbe) désigne généralement un guerrier wolof et homme de parole des anciens royaumes du Sénégal, de Gambie et du sud de la Mauritanie, adepte des croyances traditionnelles africaines, opposé à la colonisation et réfractaire à l'islamisation et à la christianisation. Les Tiédos étaient connus pour leur fierté et leur intrépidité, ils n'avaient nulle peur de la mort. Belliqueux, ils intervenaient dans la plupart des conflits. Le sens du mot peut toutefois varier selon le contexte.

## Étymologie et significations
À l'origine, le nom ceddo, qui signifie « le fort » ou « le nanti », était donné par les Peuls pour désigner l'homme de teint noir parlant une autre langue que le  pulaar (peul), comme le wolof.
Au royaume du Cayor, le ceddo est un soldat proche du pouvoir politique tandis qu'au Tekrour, ceddo désigne un Wolof « de race pure », en référence à la noirceur d'ébène de sa peau.
Les Tiédos furent combattus par les principaux défenseurs de la christianisation et de l'islamisation de l'Afrique de l'Ouest. Ainsi, à l'époque coloniale – par exemple dans les écrits de l'abbé Boilat –, le ceddo est décrit par l'Église catholique comme indiscipliné, vénal et alcoolique. De la même manière, pour certains musulmans Ceddo peut aussi désigner un mécréant, celui qui ne croit ni en Allah ni en Mahomet.
Dans son film Ceddo (1977), le réalisateur Ousmane Sembène a tenté de redonner à l'esprit ceddo une certaine grandeur.

## Histoire
Longtemps réfractaires aux tentatives d'islamisation, de christianisation, et de colonisation, ces cavaliers rebelles constituent alors une forme d'aristocratie rurale. Collecteurs d'impôts en temps de paix, ils se livrent aussi à toutes sortes d'exactions selon leurs détracteurs. En 1853, l'abbé Boilat décrit le Thiédo comme « un vaurien, un incrédule, un homme sans foi ni loi ». Selon lui, ces miliciens seraient également grands consommateurs d'eau-de-vie et constitueraient « la peste du pays ». Les colons européens portaient une aversion profonde envers les tiédos car ceux-ci ont été les pionniers de la lutte contre la colonisation.
Les Tiédos étaient surtout présents dans le Cayor, le Ndiambour, le Djolof, le Waalo, le Baol, Fouta-Toro, le Sine et le Saloum. Ils portaient les cheveux tressés parfois agrémentés d'ornements en or, ou des dreadlocks, sur leurs vêtements toutes sortes d'amulettes, et de bijoux. Ils avaient les oreilles percées en signe de noblesse et de refus de la conversion musulmane dans la société wolof. La plupart était d'origine wolof, mais les thiédos étaient aussi souvent Peuls, Sérères, Mandingues ou Maures. Ils étaient réputés pour leur force et leur cruauté à la guerre, comme pendant les razzias. On peut citer parmi les célèbres tiedos  Demba War Sall, qui était le Farba Kaba, chef des Tiedos de Lat Dior, qui s'est finalement dressé contre Lat Dior, lorsque celui-ci est devenu musulman.
Les Ceddos luttèrent aussi bien contre l'avancée de l'impérialisme que contre la conquête arabo-musulmane. 
Les Tiédos étaient très attachés aux valeurs et à la spiritualité traditionnelle. Le mot Tieddo désigne aussi la tradition d'origine des Wolofs. Durant le XIXe siècle, on assiste à une véritable insurrection de cette classe guerrière, à la suite du bouleversement de la société, marquée profondément par la traite atlantique et l'avancée des colons européens. Au temps de la pénétration des colons français, les Tiédos devinrent de grands résistants, s'organisant, pratiquant la guérilla, ils étaient les gardiens de la tradition tiédo. Pour eux, l'honneur était la plus importante des valeurs, ils n'avaient nulle peur de la mort et c'était une honte pour un thiédo d'aller à la guerre avec son ami ou son frère et de revenir sans lui : il préférait se faire tuer ou se suicider sur place plutôt que d'être accusé de fuite devant l'ennemi.

### Filmographie
- Ceddo, un film d'Ousmane Sembène (1977)